# 兰吉利亚
兰吉利亚，是西班牙卡斯蒂利亚-莱昂塞戈维亚省的一个市镇。 总面积27平方公里，总人口127人（2001年），人口密度5人/平方公里。